# Liste des gares de la wilaya de Biskra
La liste des gares de la wilaya de Biskra, est une liste des gares ferroviaires situées dans la wilaya de Biskra, en Algérie.

## Gares ferroviaires dans la wilaya
La wilaya de Biskra compte cinq gares, dont une fermée. Toutes les gares en service sont exploitées par la Société nationale des transports ferroviaires (SNTF).
| Gare                       | Commune    | Lignes                 | Remarque    |
| -------------------------- | ---------- | ---------------------- | ----------- |
| Gare de Biskra             | Biskra     | El Guerrah à Touggourt |             |
| Gare d'El Kantara          | El Kantara | El Guerrah à Touggourt |             |
| Gare d'El Outaya           | El Outaya  | El Guerrah à Touggourt |             |
| Gare de Manbaa El Ghozlane | El Outaya  | El Guerrah à Touggourt |             |
| Gare d'Oumache             | Oumache    | El Guerrah à Touggourt | Gare fermée |

| \| Biskra Manbaa El Ghozlane El Kantara El Outaya Oumache \| Localisation des gares de la wilaya de Biskra |
| Biskra Manbaa El Ghozlane El Kantara El Outaya Oumache                                                     |

## Lignes ferroviaires dans la wilaya
La wilaya est traversée par la ligne d'El Guerrah à Touggourt.